# Waste Land
Waste Land es un documental lanzado en 2009, producido por los directores brasileños João Jardim y Karen Harley, y dirigido por la británica Lucy Walker, con la participación en la producción ejecutiva del director Fernando Meirelles. y la producción de Angus Aynsley y Hank Levine.
El documental relata el trabajo del artista brasileño Vik Muniz a los recolectores de material reciclable en uno de los vertederos de basura más grandes del mundo, situado en la zona Jardín Gramacho del barrio periférico Duque de Caxias. El relleno sanitario también fue escenario de otro documental brasileño, también premiado: Estamira (2004), de Marcos Prado.

## Sinopsis
Waste Land muestra la producción de obras de arte especiales con material recolectado en el Jardín Gramacho. A lo largo de la producción de las obras, entre 2007 y 2009, los cambios se producen en el punto de vista de la vida y del mundo de los siete catadores participantes en el proyecto, incluyendo Tião Santos, presidente de la Asociación de Coleccionistas del Relleno Sanitario Metropolitano de Jardim Gramacho.Waste Land muestra la producción de obras de arte con material recogido en el sitio de Jardim Gramacho.
La mayoría de los diálogos se llevan a cabo en Inglés, con la excepción de las escenas con los habitantes de Jardim Gramacho.

## Algunos premios
- Festival de Cine de Sundance - Premio del Público al mejor documental internacional, el 30 de enero de 2010.
- Festival Internacional de Cine de Berlín - Premios de Amnistía Internacional y el público en el Festival de Panorama el 20 de febrero de 2010.
- Premios Óscar - Nominado para el premio al mejor documental el 25 de enero de 2011.[2]